# Ford Fiesta
Ford Fiesta este o mașină supermini cu tracțiune pe față concepută de Ford Europa, o filială a Ford Motor Company, și produsă în Europa, Brazilia, Argentina, Mexic, Venezuela, China, India și Africa de Sud. Modelul este comercializat în întreaga lume, inclusiv în Japonia, Australia și continentul american. 
Fiesta este unul dintre cele mai comercializate modele ale Ford, cu peste 16 milioane de unități vândute începând cu 1976. Din 2017, a opta generație Fiesta este disponibilă.